# Hipodromul Craiova

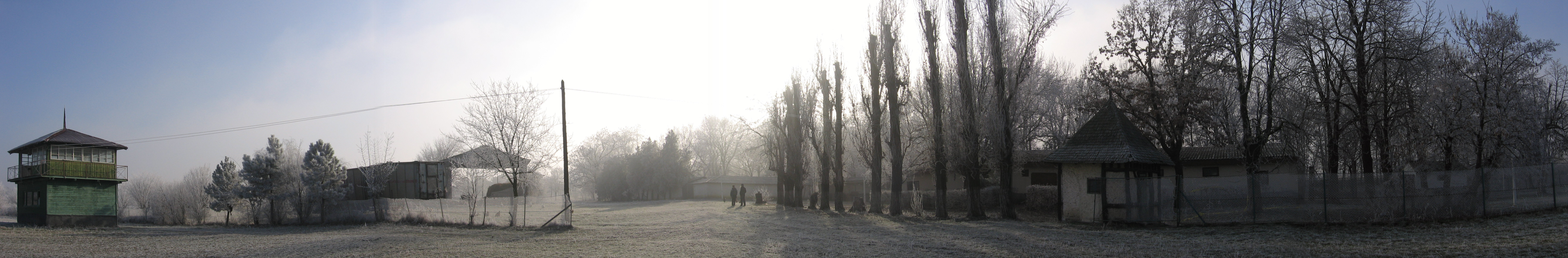
Hipodromul Craiova

Hipodromul face parte integrantă din Parcul Nicolae Romanescu și se află în extremitatea sudică a orașului Craiova. 
În momentul de față, Parcul Nicolae Romanescu, deci si Hipodromul, este monument național, înscris la pozitia 98 – cod LMI 2004: DJIIaA07924 pe lista monumentelor istorice aprobată prin Ordinul nr. 2314/2004 al ministrului culturii și cultelor, fiind considerat unul dintre cele mai reprezentative monumente de artă peisageră din România.
Acesta ocupă aproximativ 20,50 de hectare din totalul de 96 de hectare ale parcului și a fost conceput în contextul unui moment în care în Anglia și Franța cursele de cai erau foarte populare. Astfel, după modelul englez, dar mai ales cel francez, hipodromul era o componentă necesară, ba mai mult, indispensabilă societății. Nu era numai un apanaj al modei momentului ci o reală necesitate, după cum afirmă și Édouard Redont în cartea sa „Ville de Craiova”: „Acest hipodrom va procura orașului o sursă de venit care se va adăuga și la întreținerea parcului”.
Constituirea în parc a unui hipodrom este solicitată de nobilii orașului și de Brigada VI de Roșiori care aveau grajdurile în Valea Fetei, în imediata apropiere a Parcului.
Tribuna din lemn proiectată de Édouard Redont, care fusese construită parțial a ars la puțin timp de la inaugurarea hipodromului, fiind înlocuită cu una din beton.
După cel de-al doilea război mondial, cursele au încetat la hipodrom, iar pe terenul din fața tribunei a fost amenajat un teren pentru concursuri de sărituri peste obstacole. A mai fost construită o altă tribună, pe latura opusă a noului teren de obstacole, pentru a acomoda un număr mai mare de spectatori. 
Până în anul 1957, hipodromul intră într-o perioadă de autoconservare, neînregistrându-se activități sportive. Abia din 1957 se înființează la Craiova Clubul Sportiv Orășenesc, în cadrul căruia reîncepe activitatea secției de echitație, sub comanda veteranului de război Virgil Andronescu și a lui Ioan Dobrițoiu, urmând ca în 1960 secția să fie înscrisă în registrele Federației Ecvestre Române  Arhivat în 6 mai 2009, la Wayback Machine..
În 1969, a fost construit un grajd pentru 12 cai, dar a fost înlocuit la scurt timp (1970) cu unul nou, pentru 21 de cai. Tot acum, se mai construiește un grajd de vară, pentru caii veniți la concursuri.
Din momentul reînvierii sportului ecvestru craiovean și până acum câțiva ani, hipodromul a găzduit numeroase concursuri de sărituri peste obstacole, dintre care cel mai important, primul campionat balcanic de călărie din România.
Ultimul concurs a avut loc în anul 2000, încheind o perioadă încununată de succese ale călăreților craioveni.
În prezent, Hipodromul este în administrația Clubului Sportiv Municipal al orașului Craiova.